# Earliest deadline first scheduling
Pour les articles homonymes, voir EDF (homonymie).
Earliest deadline first scheduling (« échéance proche = préparation en premier » en anglais) est un algorithme d'ordonnancement préemptif, à priorité dynamique, utilisé dans les systèmes temps réel. Il attribue une priorité à chaque requête en fonction de l'échéance de cette dernière, les tâches dont l’échéance est proche recevant la priorité la plus élevée.

## Avantage et inconvénient
Cet algorithme est optimal pour tous types de système de tâches[réf. nécessaire]. Cependant, il est assez difficile à mettre en œuvre et est de ce fait peu utilisé[réf. nécessaire]. De plus, il ne prévoit aucun compromis « satisfaisant » en cas de surcharge du système (taux d'utilisation supérieur à 100 %) ; son implémentation est dès lors un peu dangereuse dans les systèmes temps réel industriels.